# 着生珊瑚树
着生珊瑚树（学名：Viburnum arboricolum）为忍冬科荚迷属下的一个种。